# Cour administrative (Autriche)
La Cour administrative (en allemand : Verwaltungsgerichtshof, VwGH) est l'une des plus hautes juridictions d'Autriche avec la Cour constitutionnelle et la Cour suprême. Elle siège à Vienne.

## Fonctionnement
Les juges de la Cour administrative (68 au total) sont nommés par le président sur recommandation du gouvernement. Cette Cour décide des recours contre décisions du Tribunal administratif fédéral (BVwG) ou des Tribunaux administratifs des États fédérés (LVwG).
À l'heure actuelle, le président de la Cour est Rudolf Thienel et la vice-présidente en est Anna Sporrer.

## Histoire
Elle fut fondée en 1867, après promulgation d'une loi lors du compromis austro-hongrois et commence ses activités en 1876. À l'origine, la Cour administrative se composait de 12 membres. Dès la première année de son existence, elle dut faire face à 271 plaintes. Les principes de la justice administrative depuis 1876 sont restés essentiellement les mêmes. À la fin de la monarchie en 1918, elle se composait de 49 membres pour environ 10 000 plaintes à traiter.
En 1934, elle est fusionnée avec la Cour constitutionnelle. En 1940, alors sous domination nazie à la suite de l'Anschluss elle cesse d'exister et est intégrée à la Cour suprême administrative prussienne du Reich (RVG). En décembre 1945, après la fin de la Seconde Guerre mondiale, elle reprend ses fonctions.